# Golden spike

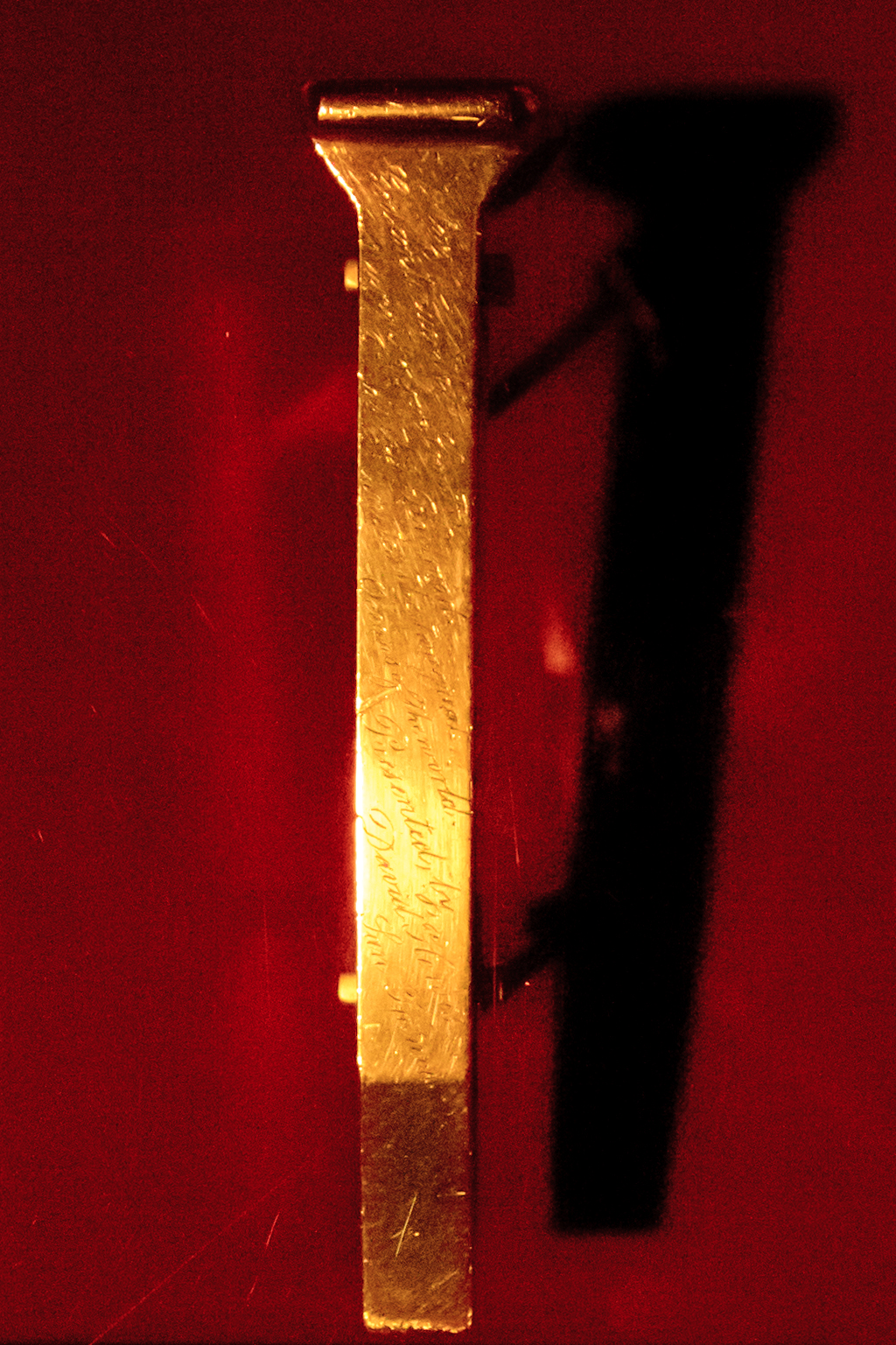
Oryginalny golden spike na wystawie na Uniwersytecie Stanforda

Golden spike (ang., złoty gwóźdź, także The Last Spike – ostatni gwóźdź) – wykonany z 17,6-karatowego złota gwóźdź, wbity w podkład kolejowy 10 maja 1869 roku w Promontory w stanie Utah przez Lelanda Stanforda, będący ostatnim elementem kończącym budowę pierwszej transkontynentalnej linii kolejowej w Ameryce, łączącej sieci kolejowe Central Pacific i Union Pacific.

## Historia
Za ukończenie ostatniego odcinka Pierwszej Kolei Transkontynentalnej w 1869 roku był odpowiedzialny David Hewes, pochodzący z San Francisco finansista i biznesmen. Rok wcześniej, planując uroczyste zakończenie budowy, zlecono wykonanie gwoździa z 17,6-karatowego złota w pracowni William T. Garrett Foundry w San Francisco. Na gwoździu wyryto imiona i nazwiska kierowników obu przedsiębiorstw kolejowych – Union Pacific i Central Pacific. Ponadto wykonano specjalny podkład z drewna wawrzynu kalifornijskiego. Początkowo ceremonia połączenia linii była zaplanowana na 8 maja 1869 roku i taką też datę wyryto na gwoździu, jednak z powodu złej pogody oraz niewielkiego opóźnienia w pracach zdecydowano się przełożyć ją o dwa dni.
10 maja 1869 roku w pobliżu miejscowości Promontory w stanie Utah dwa parowozy, No. 119 należący do Union Pacific oraz No. 60 Jupiter należący do Central Pacific, spotkały się kończąc budowę linii kolejowej. Dokładna liczba osób zgromadzonych na uroczystości nie jest znana, jednak w zależności od źródeł waha się między 500 a 3000 osób. Przed wbiciem złotego gwoździa, w wawrzynowy podkład wbito jeszcze trzy inne gwoździe pamiątkowe ufundowane przez stany Nevada i Arizona oraz przez News Letter z San Francisco. Ostatecznie golden spike został wbity przez Lelanda Stanforda, współzałożyciela linii Central Pacific. Wysłano wówczas telegram składający się z jednego słowa done (zrobione), a wydarzenie to zostało uznane za jedno z pierwszych ogólnonarodowych wydarzeń medialnych w dziejach Ameryki. Po wbiciu gwoździa obie lokomotywy podjechały do przodu, stykając się zderzakami, wykonano pamiątkowe fotografie, po czym usunięto pamiątkowe gwoździe i wawrzynowy podkład, zastępując je wykonanymi ze zwykłego materiału. O godzinie 12:47 zakończono całą ceremonię. Złoty gwóźdź oraz podkład przekazano w 1898 roku do muzeum przy Uniwersytecie Stanforda. Podkład uległ zniszczeniu w 1906 roku w trakcie pożaru podczas trzęsienia ziemi w San Francisco. Ponadto 10 maja 1869 roku odlano i wygrawerowano także drugi złoty gwóźdź, będący kopią oryginalnego golden spike, lecz z wygrawerowaną poprawną datą uroczystości zakończenia budowy kolei.
Wydarzenie z 10 maja 1869 roku jest przyjmowane za symboliczny koniec budowy kolei transkontynentalnej, choć ani Sacramento, ani Omaha nie były portami morskimi, jak również nie miały wówczas połączeń kolejowych z innymi częściami Stanów Zjednoczonych. Sama trasa kolejowa też nie była jeszcze w pełni przejezdna – we wrześniu 1869 roku ukończono most Mossdale nad rzeką San Joaquin, natomiast w 1872 roku otwarto most nad Missouri. Odcinek ten, między Council Bluffs a Omahą, pokonywano wcześniej statkiem.
W 1904 roku oddano do użytku linię kolejową skracającą podróż o około 70 km, lecz omijającą Promontory.

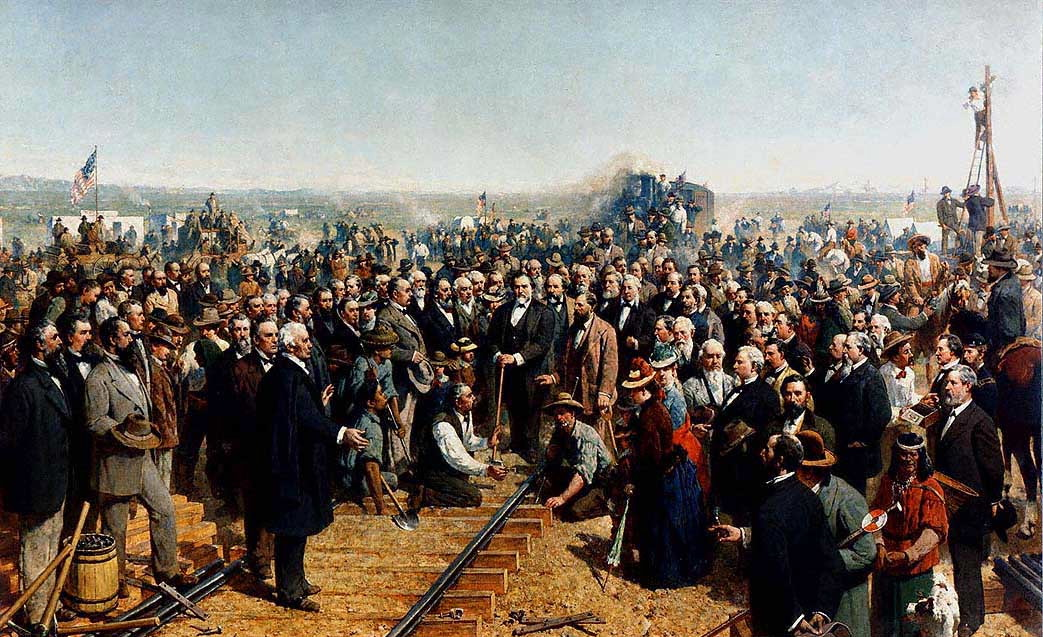
Wbicie ostatniego gwoździa na obrazie Thomasa Hilla
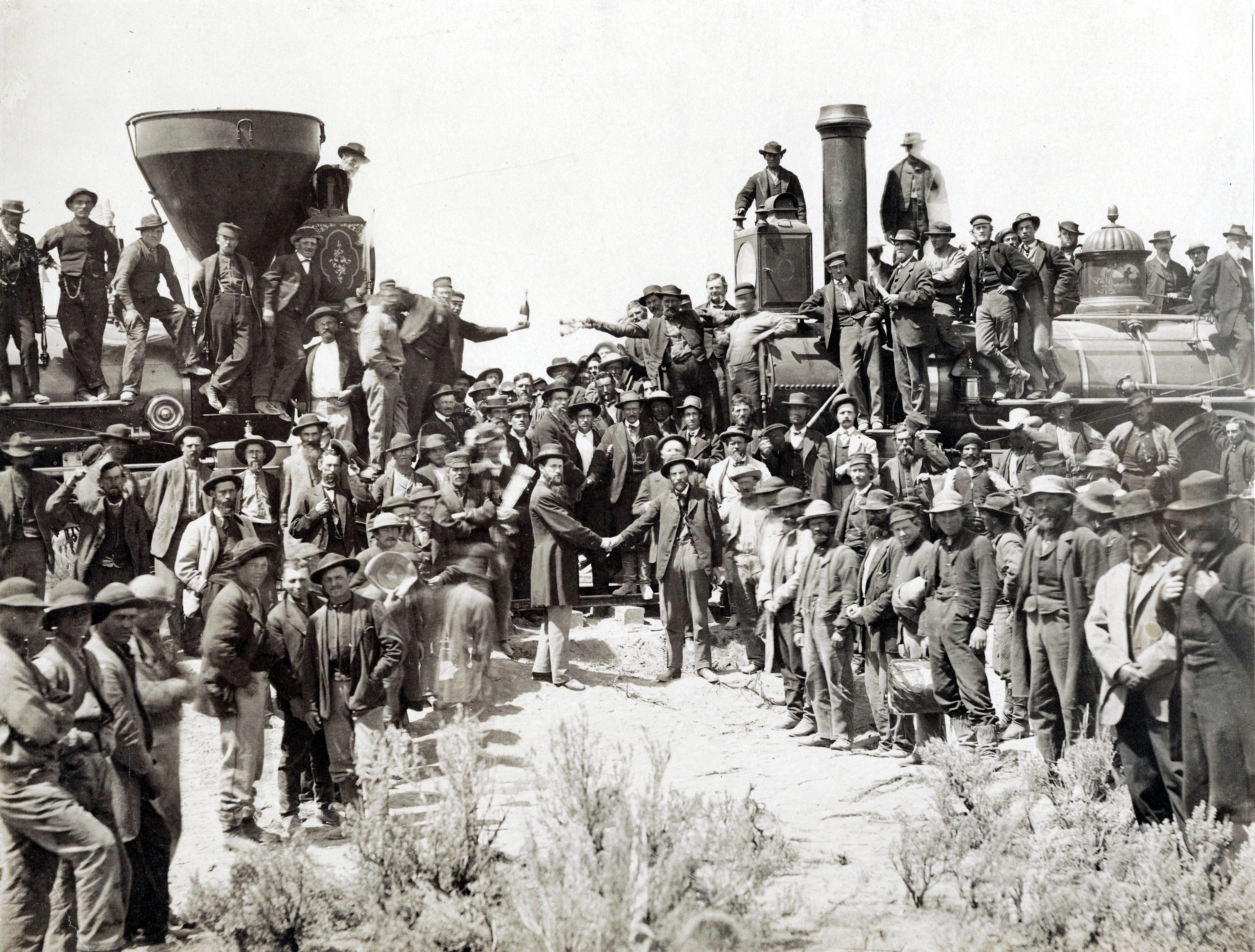
Spotkanie się parowozów w pobliżu Promontory 10 maja 1869 roku
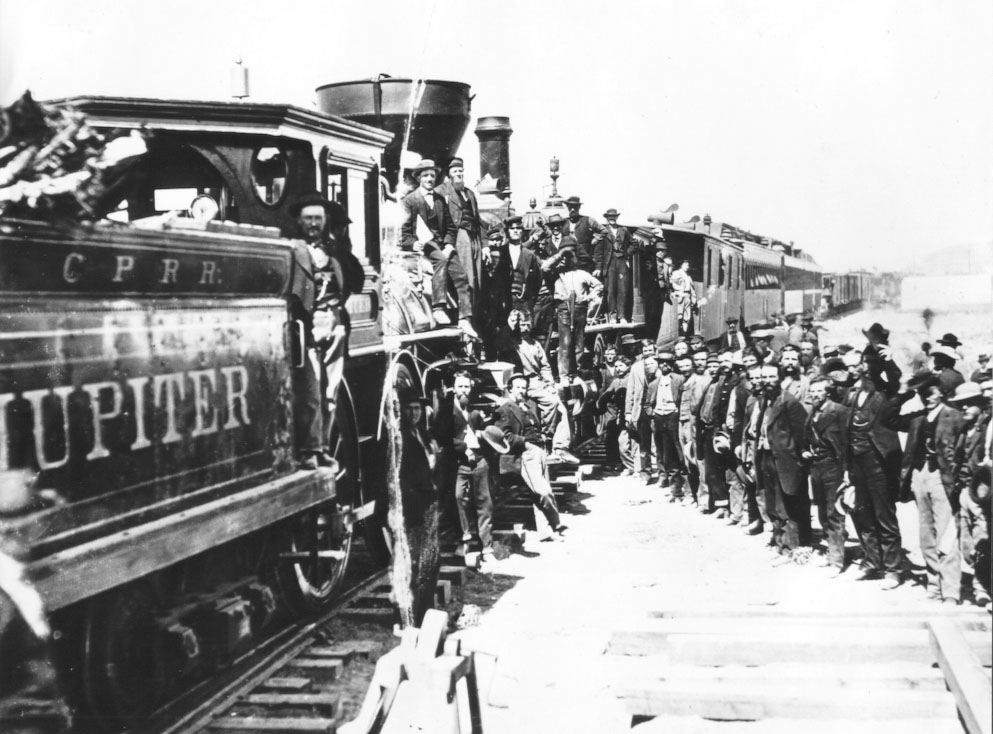
Uroczystość wbicia złotego gwoździa
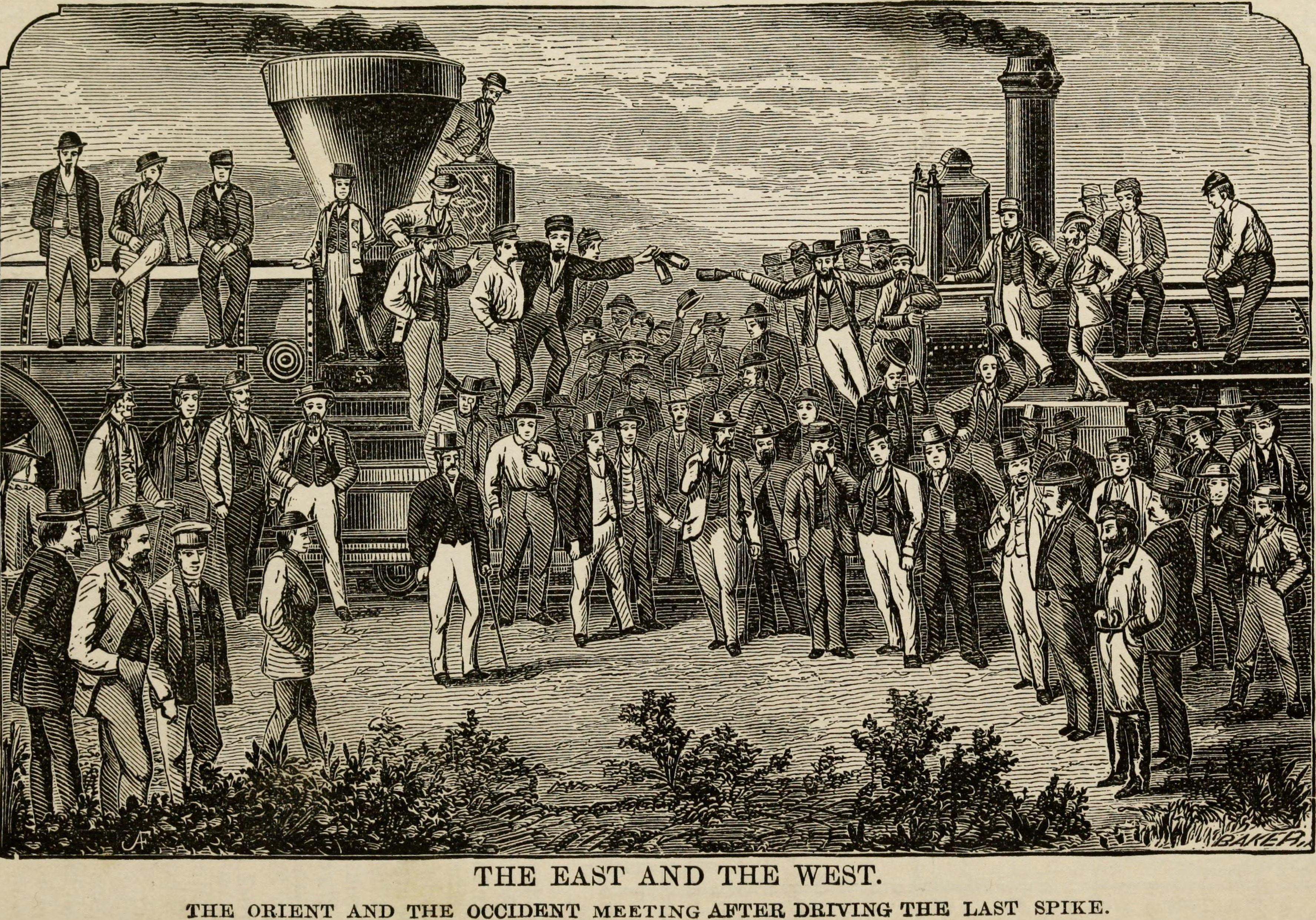
Uroczystość na rycinie z 1879 roku
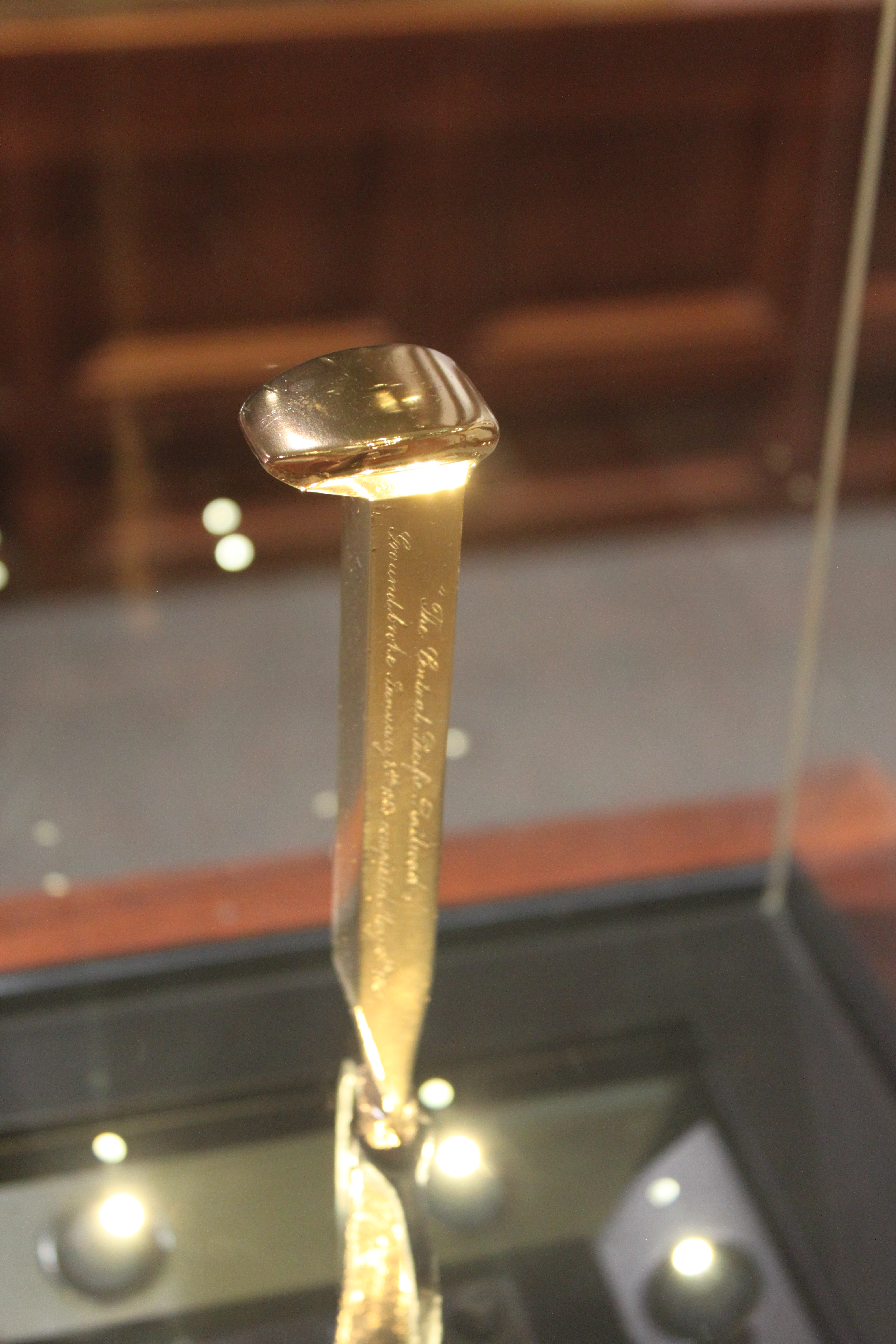
Jeden z trzech innych gwoździ pamiątkowych wbitych 10 maja 1869 roku na wystawie w California State Railroad Museum(inne języki)

## Upamiętnienie
26–29 kwietnia 1939 roku, w 70. rocznicę wbicia golden spike, w Omaha miały miejsce Golden Spike Days Celebration, podczas których miała miejsce m.in. premiera filmu Union Pacific. Tego samego dnia w Council Bluffs odsłonięto pomnik w kształcie złotego gwoździa.
W 1965 roku na pamiątkę wydarzenia z 10 maja 1869 w pobliżu Promontory założono muzeum budowy Pierwszej Kolei Transkontynentalnej Golden Spike National Historical Park.
Od 2006 roku na ćwierćdolarówce ze stanu Utah była bita grafika upamiętniająca wydarzenie wbicia golden spike.

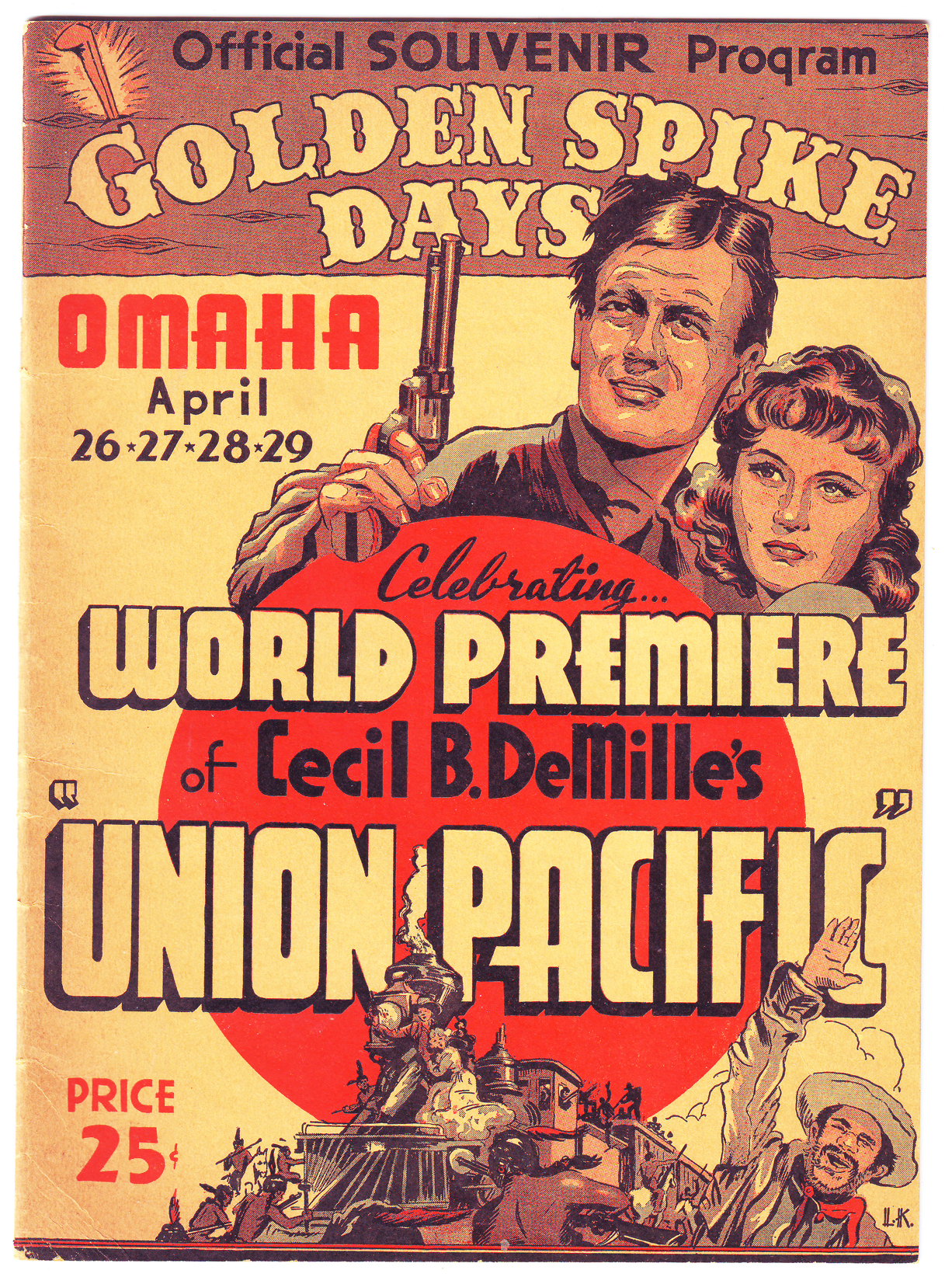
Plakat Golden Spike Days Celebration z 1939 roku
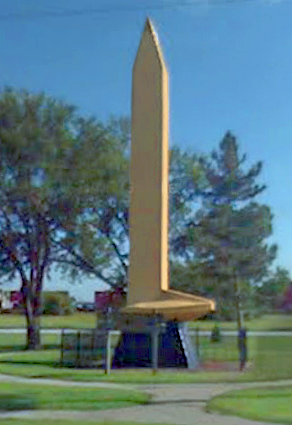
Pomnik złotego gwoździa z 1939 roku w Council Bluffs
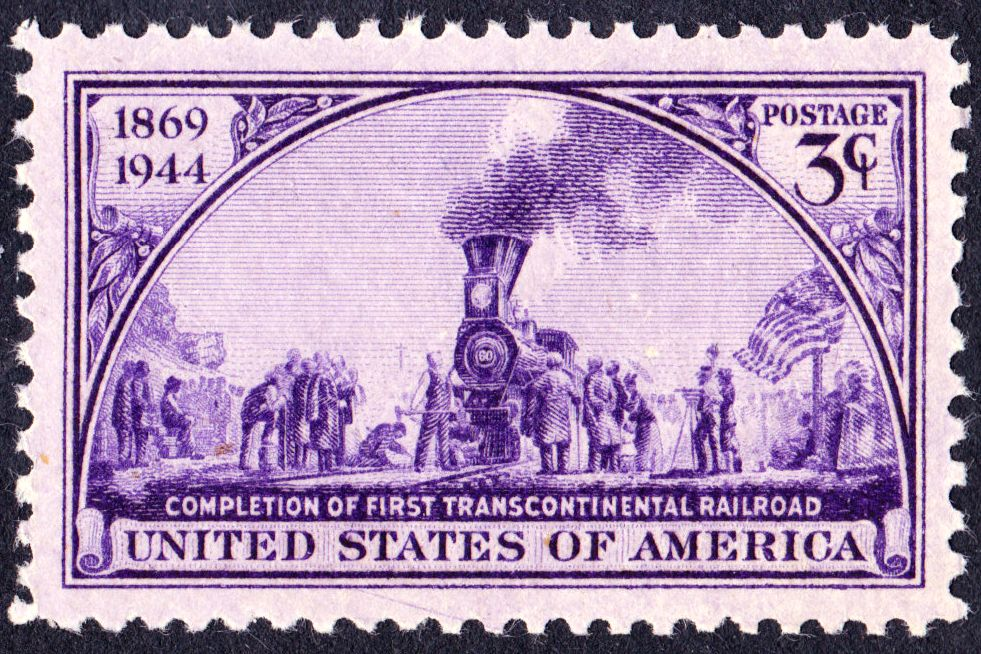
Znaczek pocztowy z 1944 roku z okazji 75. rocznicy ukończenia kolei transkontynentalnej
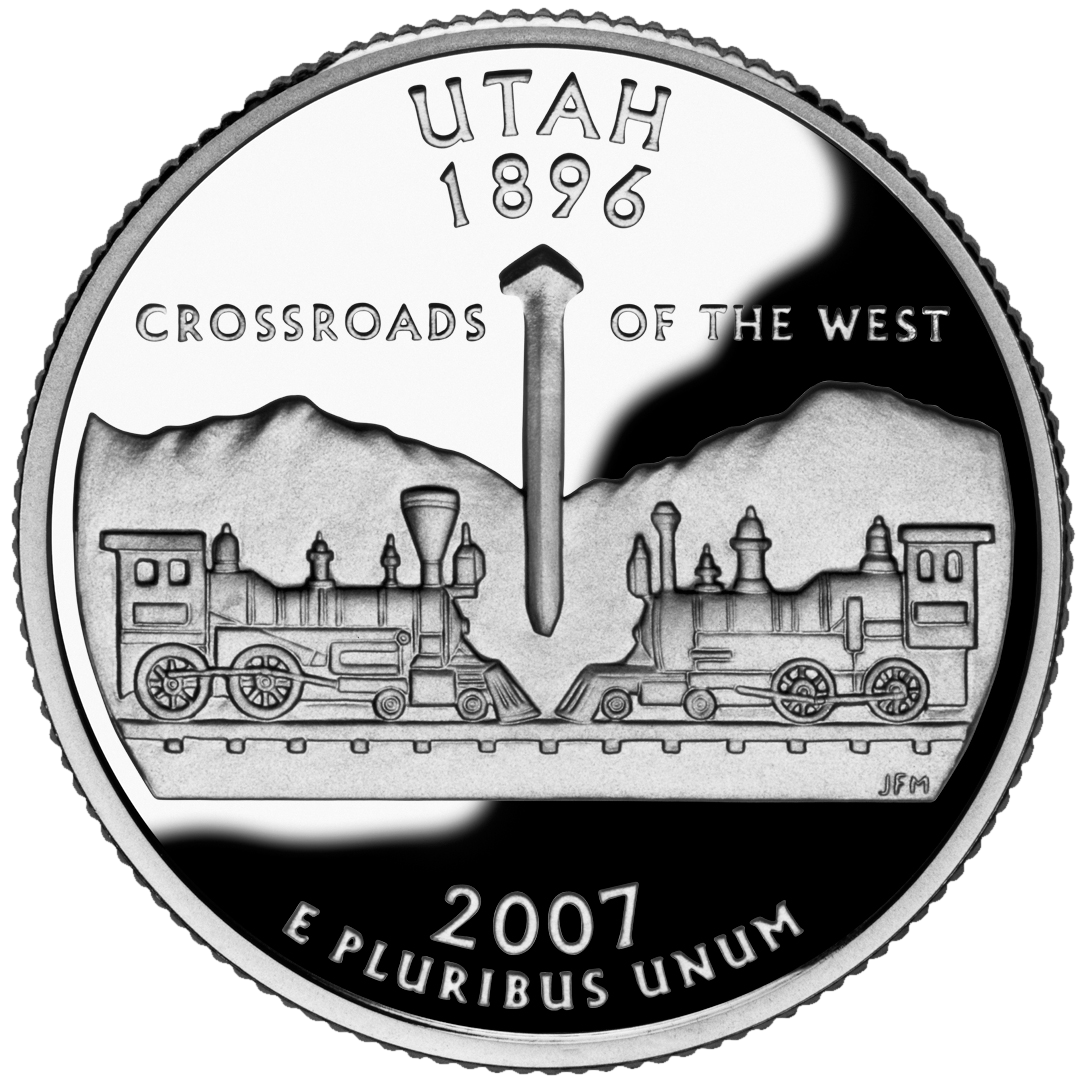
Ćwierćdolarówka ze stanu Utah z 2006 roku
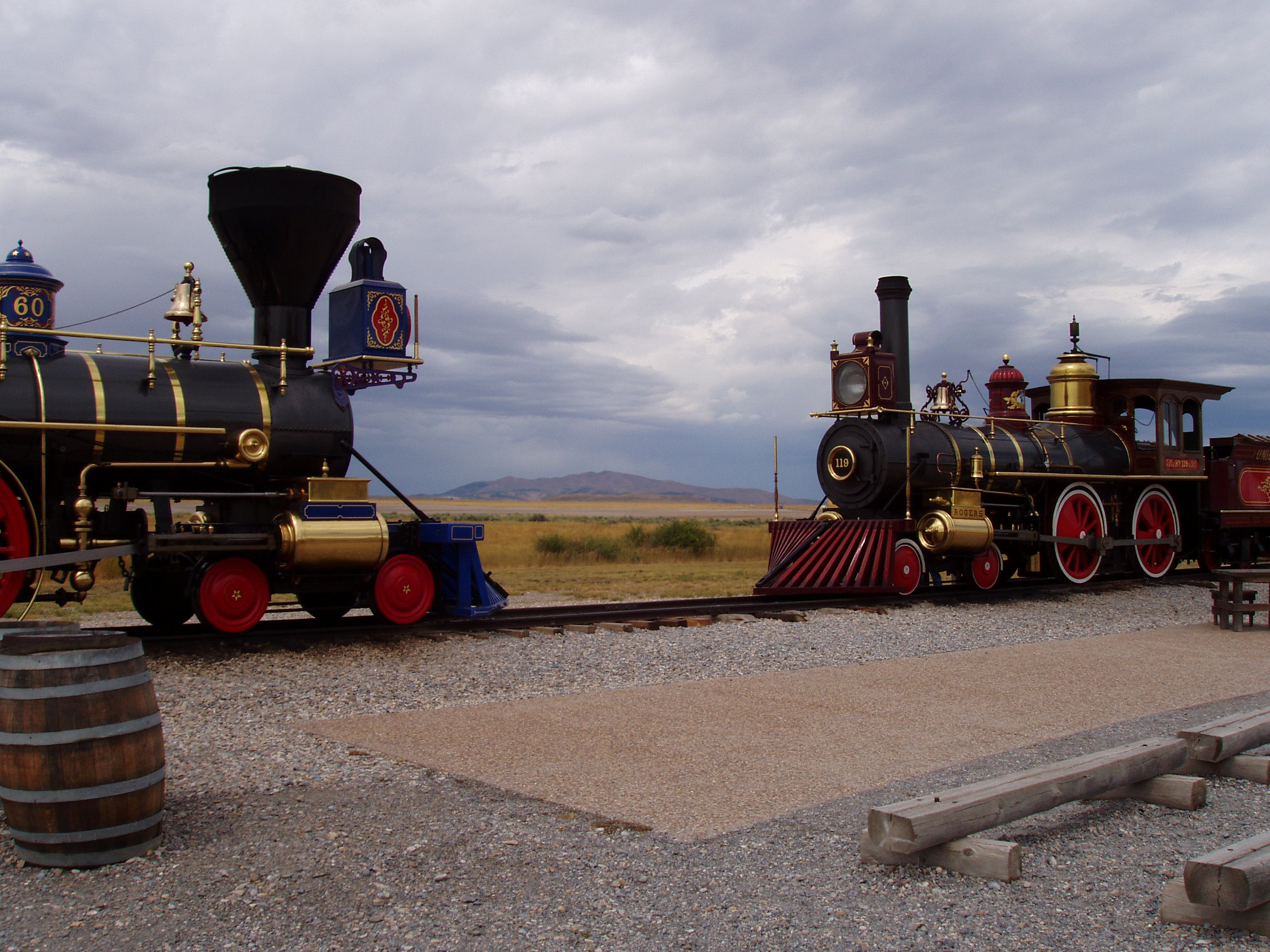
Rekonstrukcja obu lokomotyw, które spotkały się w okolicy Promontory